# Marilao
Marilao è una municipalità di prima classe delle Filippine, situata nella Provincia di Bulacan, nella regione del Luzon Centrale, nella agglomerazione di Metro Manila.

## Monumenti e luoghi d'interesse

### Architetture religiose
- Santuario Nazionale della Divina Misericordia[2]

## Geografia antropica

### Suddivisioni amministrative
Marilao è formata da 16 baranggay:
- Abangan Norte
- Abangan Sur
- Ibayo
- Lambakin
- Lias
- Loma de Gato
- Nagbalon
- Patubig
- Poblacion I
- Poblacion II
- Prenza I
- Prenza II
- Santa Rosa I
- Santa Rosa II
- Saog
- Tabing Ilog